# Tenebre (film 1982)
Tenebre è un film del 1982 diretto da Dario Argento. La pellicola rappresenta il ritorno di Argento al genere thriller che lo ha reso famoso, dopo i primi due episodi della Trilogia delle tre madri, caratterizzati da un orrore soprannaturale.

## Trama
(Peter Neal, Tenebrae)
New York. Peter Neal, scrittore statunitense di gialli, si reca all'aeroporto per prendere un volo diretto a Roma per rilasciare una serie di interviste riguardo al suo ultimo romanzo intitolato "Tenebræ", che in Italia risulta il best seller più venduto da 12 settimane.
Strani avvenimenti però iniziano ad accadere attorno allo scrittore e al suo stesso romanzo: mentre si trova in aeroporto, Peter viene chiamato al desk, dove lascia momentaneamente la sua borsa a terra, per una telefonata dell'ex fidanzata Jane, che però lo sta chiamando dall'aeroporto stesso. Durante la breve chiamata, una donna complice di Jane gli sposta la borsa da viaggio, facendogliela ritrovare poco più avanti. Intanto in un centro commerciale di Roma una giovane, Elsa Manni, è attirata dal libro di Peter e decide di rubarne una copia, ma viene scoperta dal titolare che si rende conto che la ragazza è cleptomane e perciò non nuova del mestiere. Riuscita a farsi rilasciare viene brutalmente assassinata in casa sua ed è ritrovata con le pagine dello stesso libro strappate in bocca. L'assassino scatta delle foto al cadavere e successivamente lascia una lettera indirizzata a Peter sotto la porta del suo appartamento romano.
Arrivato a Roma, Peter viene accolto da alcuni giornalisti tra cui una sua vecchia amica omosessuale di università, Tilde, la quale durante la conferenza stampa lo accusa di misoginia per la violenza che lo scrittore infligge ai personaggi femminili dei suoi libri, soprattutto nell'ultimo romanzo. In seguito Peter e il suo agente Bullmer vengono raggiunti dalla segretaria dello scrittore, Anne, e dal tirocinante tuttofare Gianni, i quali lo accompagnano al suo appartamento dove scopriranno che i vestiti nella borsa di Peter sono stati rovinati. Nell'appartamento si trova il capitano Germani, grande estimatore dello scrittore, accompagnato dalla collega, l'ispettrice Altieri, che dice di aver trovato la porta aperta e informa Peter dell'omicidio di Elsa e delle sue atroci modalità, soffermandosi sul particolare delle pagine del libro. Inoltre gli mostra la lettera che l'assassino ha lasciato e aprendola Peter legge una frase del suo libro scritta con lettere di giornale. Riceve in seguito un'inquietante telefonata, durante la quale il killer minaccia di compiere delitti in omaggio all'autore. Capito che l'assassino si trova nei pressi dell'appartamento, i due poliziotti cercano di scovarlo ma senza successo.
Il killer sembra tormentato dall'immagine di una ragazza che flirta con tre uomini su una spiaggia; quando arriva un quarto uomo che la schiaffeggia facendola sanguinare, gli altri tre lo inseguono, lo buttano per terra e lei gli ficca in gola il tacco della sua scarpa rossa.
Nel frattempo Tilde è in un locale gay con la sua compagna, la quale è in procinto di mettere in atto l'ennesimo tradimento con un tizio che ha appena conosciuto e informa la giornalista che lo ospiterà nella loro casa. Quando Tilde torna a casa trova la sua compagna ubriaca e le due hanno un alterco; l'amica sale in camera e mette un disco a tutto volume. Poco dopo, l'assassino rompe una finestra e uccide Tilde con lo stesso rasoio utilizzato per il precedente omicidio; nella colluttazione si rompe un vaso che allarma la compagna che spegne la musica e scende al piano inferiore dove vede Tilde sgozzata. Tenta di fuggire ma l'assassino la raggiunge e uccide anche lei allo stesso modo. Prima di andarsene scatta delle foto alle vittime che poi conserva in una sorta di cantina dove lava il rasoio insanguinato e successivamente lascia un'altra lettera nell'appartamento di Peter, contenente frasi in latino che lo informano dei delitti.
Intervistato dal ricco giornalista Cristiano Berti circa le motivazioni e le distinzioni tra comportamenti devianti e comportamenti perversi, sulla morale comune e su concetti sconfinanti nella patologia psichiatrica, Neal comprende che esiste una grande affinità elettiva tra lui e il giornalista. Secondo Berti il killer del libro ritiene che tutto ciò che può essere definito "diverso" è corrotto e aberrante e perciò da eliminare. Dopo l'intervista Peter è con Anne e vede dalla finestra una macchina alla cui guida c'è Jane, la sua ex. Peter intuisce, su suggerimento di Anne, che possa essere stata proprio Jane a rovinargli la valigia prima che lui partisse. Il killer nel frattempo ha preso di mira un'altra potenziale vittima, una prostituta, ma nel momento di avvicinarla si rende conto di aver dimenticato la chiave della cantina attaccata alla porta.
La quattordicenne Maria Alboreto, figlia del portiere, dopo essere stata lasciata dal fidanzato e trovatasi a girare sola di notte, in un momento di collera provoca un dobermann che l'aggredisce ferendola. Durante la fuga, si rifugia inconsapevolmente proprio nella villa del pazzo omicida, addobbata con orrende fotografie che ritraggono i corpi mutilati delle vittime in una sorta di feticismo morboso. Viene scoperta dal folle, che cerca di ucciderla con il rasoio, ma Maria riesce a disarmarlo e a fuggire. L'assassino allora prende un'ascia e raggiunta Maria in un vicolo cieco la uccide. Il giorno dopo viene rinvenuto il cadavere e Peter riceve l'ennesima lettera nella quale il killer si scusa per aver ucciso l'innocente Maria, aggiungendo che alla fine di tutto a morire sarà proprio lui, il "grande corruttore".
Neal decide di indagare per conto proprio con l'aiuto di Anne e Gianni. Le indagini dei tre portano a Cristiano Berti e Peter, insieme a Gianni, raggiunge la sua villa. Mentre il giovane si avvicina per vedere meglio, improvvisamente va via la luce e una voce sibila "Le ho uccise tutte io!". Berti viene assassinato con un colpo d'ascia alla testa sotto gli occhi del ragazzo che sotto shock assiste impotente alla scena, mentre Peter viene ferito alla testa con un sasso. Preoccupata per lui, Anne resta a dormire da Peter e i due passano la notte insieme. Il killer ha un altro dei suoi incubi in cui la stessa ragazza della spiaggia viene aggredita da lui e uccisa a coltellate accanto a una piscina.
Dopo l'omicidio di Berti, Peter comunica a un incredulo Bullmer la sua decisione di andarsene prima che sia troppo tardi e quest'ultimo lo fa desistere dicendogli che lo farà nascondere in un posto sicuro che solo lui conosce, facendo credere a tutti che sia andato via dall'Italia. Quando Peter esce, Bullmer apre una porta del suo ufficio da cui esce Jane, con il quale l'agente letterario ha una storia clandestina. Ascoltato da Germani riguardo all'omicidio del giornalista, Peter cita Conan Doyle dicendo che in un'indagine, eliminato l'impossibile, quello che rimane, per quanto improbabile, deve essere la verità. Il detective rimane sorpreso da questa affermazione, mentre Peter gli comunica la sua decisione di lasciare Roma.
Nel frattempo Jane trova davanti alla porta di casa un pacco contenente un paio di scarpe rosse; mentre Bullmer la sta aspettando per pranzare insieme, viene accoltellato a morte e una folla di persone tenta di soccorrerlo mentre Jane, con le scarpe rosse ai piedi, arriva e alla vista del cadavere scappa.
Gianni annuncia a Neal, in procinto di partire, e ad Anne, di voler tornare alla villa di Berti, sperando di ricordare qualcosa di utile per l'identificazione dell'assassino dello stesso, non riuscendo al momento ad andare oltre alla sola immagine dell'ascia che spacca il cranio della vittima. Una volta tornato alla villa del critico, si rende conto che la frase che aveva sentito sugli omicidi era stata pronunciata da Berti stesso e che quindi il killer era proprio lui, chiedendosi a questo punto chi potesse essere stato ad ammazzarlo. Tornato in auto, morirà strangolato all'interno di essa un attimo dopo aver scoperto l'identità del killer che lo sta uccidendo. Questi, subito dopo, prende un'ascia nascosta lì vicino.
Jane, intanto, ha dato appuntamento a Anne e l'aspetta con una pistola in pugno, ma il killer l'assale con l'ascia facendola a pezzi. Subito dopo ha nuovamente la visione della ragazza che ha ucciso e dopo averla accoltellata le ruba le scarpe rosse. Sopraggiunge, da sola, l'ispettrice Altieri che interrogando insieme a Germani la donna di servizio di Bullmer ha scoperto la relazione tra l'uomo e Jane, ma appena nella casa affittata da quest'ultima viene uccisa anche lei con un colpo d'ascia. Ad uccidere le due donne è stato nientemeno che Peter.
Germani arriva sul posto con Anne e sorprende il diabolico assassino, scoprendo con orrore la conferma dei suoi sospetti. Dopo aver scoperto che Berti effettivamente era l'assassino delle prime quattro donne e dopo averlo ucciso, Neal l'ha fatto vivere abbastanza a lungo per eliminare la sua ex fidanzata e il suo amante. Germani rivela che è stato aiutato proprio da Peter a capire il mistero grazie alla sua citazione di Conan Doyle. Lo scrittore si sgozza con un rasoio e Germani e Anne lasciano la casa credendolo morto. In macchina Germani dice alla disperata donna di aver ricevuto un Telex dall'Interpol secondo il quale molti anni prima Neal avrebbe ucciso una ragazza (quella della visione sulla spiaggia) senza però venire incriminato per mancanza di prove. Germani spiega che in ''Tenebrae'' Peter aveva fatto una sorta di confessione, mettendo a nudo come quell'atto di porre fine alla vita di una persona che gli aveva fatto del male lo aveva inebriato e gli aveva regalato un senso di assoluta libertà e riscatto.
Sospettando che Peter lo abbia ingannato di nuovo, Germani torna da solo nella casa: il cadavere dello scrittore non c'è e il rasoio usato era finto. Peter appare dietro al poliziotto e lo uccide con l'ascia. Cadendo, il capitano fa anche cadere accidentalmente una bizzarra scultura composta da aculei di metallo contro la porta. Il rumore sovrasta la pioggia battente, tanto che anche Anne, dall'automobile, lo sente. La donna raggiunge la casa, ma la scultura ha bloccato la porta. Peter si prepara ad uccidere anche Anne, che aprendo la porta fa involontariamente cadere la scultura contro Neal, che viene trafitto mortalmente sotto gli occhi della donna, che urla sotto shock.

## Produzione

### Sceneggiatura
Argento ha rivelato che la genesi di Tenebre è stata influenzata da uno spiacevole incidente accadutogli nel 1980 quando venne molestato da un fan ossessivo. Secondo quanto dichiarato da Argento, l'ammiratore lo perseguitava telefonandogli di continuo, giorno dopo giorno, fino a quando gli confessò di volerlo uccidere. Anche se la minaccia si dimostrò infondata, Argento trovò l'esperienza che gli era capitata terrificante e scrisse Tenebre come risultato delle sue paure.

### Riprese
A dispetto del suo titolo, Argento diede disposizione al suo operatore Luciano Tovoli di girare le scene del film con la maggiore luce possibile. Girato principalmente a Roma, molte delle scene del film sono ambientate di giorno, o in interni fortemente illuminati. Il regista spiegò che stava adottando: "... uno stile di fotografia moderno, discostandomi deliberatamente dalle atmosfere scure e cupe della tradizione del cinema espressionista tedesco a cui l'horror si era sempre rifatto". A tal proposito, è emblematica la scena dell'omicidio del personaggio interpretato da John Saxon, girata in pieno giorno in una piazza assolata e affollata di passanti. Il regista disse anche che la visione del film di Andrzej Żuławski Possession (1981) aveva fortemente influenzato la sua decisione di girare Tenebre con un'illuminazione forte.

### Location
Molti esterni del film appartengono al quartiere romano dell'EUR e sono a pochi passi da un isolato nel quale, undici anni prima, Dario Argento aveva filmato alcuni esterni di 4 mosche di velluto grigio. In particolare, per Tenebre le zone dell'EUR più rintracciabili sono quelle di Cesare Pavese, Palasport e Basilica dei SS Pietro e Paolo. La scena dell'omicidio di Bullmer è stata girata al centro commerciale "Le Terrazze" di Casal Palocco, nello stesso quartiere è presente l'abitazione delle due giovani ragazze omosessuali, chiamata Villa Ronconi.

### Cast e Troupe
Argento nella regia è assistito da Lamberto Bava e Michele Soavi, futuri registi di pellicole del terrore e presenti nel film anche in brevi cameo (Bava nel ruolo di un addetto alla riparazione di un guasto e Soavi nel doppio ruolo di fidanzato di Lara Wendel e corteggiatore di Eva Robin's in un flashback).
Nonostante la produzione italiana, quasi tutti gli attori del film recitarono in inglese per incrementare le possibilità di successo internazionale. Solo successivamente il film venne doppiato in italiano per il mercato nazionale.

## Colonna sonora
La colonna sonora è stata composta ed eseguita da Claudio Simonetti, Fabio Pignatelli e Massimo Morante, ex componenti dei Goblin, e pubblicata dalla Cinevox nel 1982 in formato LP e musicassetta. In seguito è stata ristampata in numerose edizioni e, dal 1992, anche in formato CD. Nella sequenza del bar, a un certo punto si sente in sottofondo la colonna sonora di Zombi di George A. Romero, composta dai Goblin.
Nella scena del furto nel centro commerciale si può ascoltare il pezzo 'Torte in faccia', scritto dai Goblin, per il film Zombi .

## Distribuzione

### Tagli e censure
A causa dell'estrema violenza di alcune scene, e di alcune tematiche per l'epoca scabrose, Tenebre uscì nelle sale con il divieto ai minori di 18 anni.
La scena dell'uccisione di Jane, interpretata da Veronica Lario, futura moglie di Silvio Berlusconi, fu pesantemente tagliata per la prima visione televisiva, avvenuta nel marzo 1986 su rete Fininvest, come ultimo appuntamento di una rassegna del cinema argentiano. A onor del vero, la sequenza fu censurata per poter abbassare il divieto di visione dai minori di 18 anni ai minori di 14 e consentire la messa in onda del film. Fu poi lo stesso Argento a mostrare la scena nella trasmissione Giallo, su Rai 2, nell'autunno 1987.
Nella versione trasmessa in televisione nel 1986 furono ridotte altre scene violente: la sequenza finale in cui il Peter Neal viene trafitto dalle punte della scultura è resa molto meno cruenta (non si vede mai la punta che passa il corpo da parte a parte, né il sangue che cola subito dopo); la scena in cui la ragazza viene uccisa a colpi di accetta nel giardino della casa dell'assassino ha inquadrature in cui non si vede mai l'arma colpire la vittima.
All'inizio degli anni ottanta, nel Regno Unito il film viene incluso nella lista dei Video nasty e ne viene proibita la distribuzione. Nel 2003 esce la prima edizione video integrale.

### Home video
Dal 20 ottobre 2021 è disponibile una versione restaurata in DVD e Blu-ray.

## Accoglienza

### Incassi
Il film ebbe un buon riscontro al botteghino: si piazzò al 16º posto degli incassi della stagione cinematografica 1982-83.

## Citazioni e omaggi
- Alcune scene di Tenebre  sono presenti nel videoclip della canzone Worlock (1989) della band canadese Skinny Puppy, in particolare la sanguinosa scena dell'amputazione della mano di Veronica Lario.